# Manlio Resta
Manlio Resta (Roma, 18 maggio 1908 – Roma, 14 gennaio 1983) è stato un economista italiano.

## Biografia
Docente di economia politica. Si laurea in economia e commercio nel 1929 presso il "Regio Istituto di Studi Commerciali" di Roma con la tesi dal titolo "Economia cooperativa ed economia corporativa" discussa con il professor Riccardo Bachi. Ha abbracciato la carriera universitaria cominciando ad insegnare nel 1933.
Nel corso della sua carriera è stato titolare di cattedra in diverse università italiane tra cui si ricordano: Cagliari, Ferrara, Modena, Venezia, Bologna, Siena, Genova, Pisa, Trieste, Verona, Padova e, come ultima sede sino al 1978, la Sapienza di Roma dove, tra l'altro, ha diretto per lungo tempo l'Istituto di economia politica.
Nell'immediato dopoguerra è stato visiting professor e ha svolto ricerche negli Stati Uniti presso il Massachusetts Institute of Technology ed ha insegnato presso la Yale University e la Chicago University, nel 1956-57, grazie al programma di scambio di docenti con gli Stati Uniti (programma Fulbright).

## Ricerche
Manlio Resta, come scienziato ha percorso tre filoni fondamentali di ricerca.
Il primo ha sviluppato la teoria della produzione con la creazione di nuovi modelli inseriti nella classica struttura economica, avanzando innovazioni metodologiche nella funzione macroeconomica della produzione e nella teoria dello sviluppo.
Il secondo filone ha approfondito le questioni in materia di programmazione economica a livello nazionale e regionale formulando una nuova metodica di ricerca.
Il terzo ha riguardato l'economia internazionale e la politica economica e monetaria con lo sviluppo di teorie calate in situazioni concrete.
Il suo modo personale di fare scienza lo ha condotto a dedicarsi alla diffusione del pensiero economico. In tale veste ha contribuito con numerosi studi ed articoli in primarie testate economiche tra cui la Rivista di Politica Economica edita dalla Confindustria nella quale il professor Resta ha scritto sotto lo pseudonimo di "Caius" ininterrottamente dall'agosto del 1949 fino al dicembre 1982 e soprattutto Metroeconomica pubblicazione nata nel 1949 di cui è stato direttore per lungo tempo e che ha contribuito a far divenire uno strumento essenziale per gli studiosi ed un forum a livello internazionale dove tuttora si dibattono teorie e programmi di ricerca che vanno oltre la tradizionale enfasi sull'equilibrio e disequilibrio dei mercati.
Allo scopo di ottenere conferma pratica dei modelli creati in campo soprattutto di economia monetaria e di finanza internazionale a partire dal 1959 sino al 1966 ha svolto attività di consulente economico. In questa veste ha svolto incarichi di programmazione e sviluppo economico per conto delle Nazioni Unite che lo hanno visto protagonista dell'implementazione di piani e progetti sul campo in Brasile a Fortaleza ed in Turchia presso Antalya. Successivamente, con medesime finalità, ha ricoperto incarichi di pianificazione locale in Italia per le provincie di Verona, di Gorizia e di Trieste.
All'inizio degli anni sessanta grazie ai suoi studi sulla produttività ed il progresso tecnico è stato coordinatore di un gruppo di ricerca per conto del Consiglio Nazionale delle Ricerche, incarico che lo ha condotto per parecchi anni ad essere uno dei membri del comitato tecnologico in seno al C.N.R. stesso.
Altri incarichi accademici nel corso degli anni settanta lo hanno visto docente presso la Scuola di studi europei di Roma e presso l'Accademia del corpo nazionale della Guardia di Finanza.
Nel novembre 2008, in occasione di un seminario per commemorare i cento anni dalla nascita, tenuto presso l'Associazione Bancaria Italiana viene data comunicazione dell'imminente creazione di una fondazione a lui intitolata. Infatti, il 22 dicembre 2008 presso uno studio notarile in Roma nasce, per il volere della famiglia, la Fondazione Manlio Resta ONLUS.

## Opere
- Linee di economia cooperativa (1933);
- Lavoro e costo: contributo ad una teoria pura (1933);
- Concorrenza e imperfezione dei mercati (1935);
- I casi d'indeterminazione del prezzo nelle teorie economiche e nella prassi del salario (1936);
- Il capitale fisso e le trasformazioni industriali (1938);
- La concezione finalistica dell'economia e gli indirizzi dottrinali recenti (1939);
- Il finalismo nell'economia (1940);
- Moneta Credito e Prezzi (1941 e 1946);
- La struttura economica di un mercato (1947);
- Sulla relazione tra produttività e remunerazione (1947-48);
- Il sistema bancario durante l'inflazione (1947-48);
- Alcuni aspetti dell'economia internazionale (1950);
- Il periodo lungo (1950);
- Corso di Politica economica e finanziaria (1952);
- Problemi e commenti sulla situazione economica internazionale (1952);
- Il paradosso della situazione economica internazionale ed i suoi presunti rimedi (1953);
- La situazione economica internazionale (1954-55);
- Lezioni di Economia Politica (1957);
- Struttura, sviluppo e ciclo (1955);
- Rilievi critici su fatti dell'economia internazionale (marzo 1955 - aprile 1958);
- Dialogo sui massimi sistemi economici (1958-59);
- Corso di Politica Economica e Finanziaria (1960);
- Struttura economica - Sviluppo - Programmazione lineare (1963);
- Teoria dello sviluppo economico (1964);
- Il calcolo economico (1964);
- Formazione ed espansione di un sistema economico (1966);
- Introduzione all'analisi quantitativa dell'economia (1966);
- Teoria dello sviluppo economico (1966);
- La misura del progresso tecnico e l'utilizzo ottimale delle risorse (1967);
- Potrebbe essere più costante e più celere il nostro sviluppo economico? (1967);
- L'analisi costituzionale di un sistema in relazione alle recenti vicende monetarie (1969);
- Principi di logica economica (1970);
- L'analisi costituzionale di un sistema e le recenti vicende monetarie (1971);
- Richiamo alla logica nei fatti del sistema monetario internazionale (1972);
- Idee per un rinsaldamento della nostra fragile costituzione economica (1975);
- La costituzionale fragilità della nostra economia ed i suoi rimedi (1976).